# Espai Memorial Democràtic (Linyola)
L'Espai Memorial Democràtic és una obra de Linyola (Pla d'Urgell) protegida com a Bé Cultural d'Interès Local.

## Descripció
El 27 de març de 2011 s'inaugurà a Linyola, un Espai Memorial, en homenatge i record de totes les persones de Linyola que moriren durant la guerra civil (1936-1939).
El Memorial està situat al carrer Major,7 a les parets de pedra de la Font que hi ha situades davant de l'ajuntament.
L'actuació monumental, feta per l'Ajuntament de Linyola amb el suport del Memorial Democràtic, ha consistit en la instal·lació d'una escultura commemorativa, obra de l'artista Catherine Huaman, al carrer Major, davant de l'Ajuntament. També s'ha instal·lat una cartellera informativa on es contextualitza el període històric de la guerra civil i un mural on consten els noms dels setanta linyolencs morts durant la seva estada al front de guerra, a conseqüència dels bombardejos sobre la població civil i en camps de concentració i d'extermini durant la segona guerra mundial.